# Чернушевич Микола Петрович
Мико́ла Петро́вич Чернуше́вич (нар. 1847 — пом. ?) — український педагог, дійсний статський радник.

## Життєпис

### Родина
Народився у дворянській сім'ї 1847 року.

### Освіта
Закінчив Київський університет Святого Володимира.

### Трудова діяльність
На державній службі та у відомстві Міністерства народної освіти з 15 листопада 1873 року.
У джерелах стосовно державної служби без чину починає згадуватися у 1874-1878 навчальних роках як викладач предмету Математика Білоцерківського реального училища.
У 1878-1879 навчальному році працює як викладач предмету Математика у Київському реальному училищі спочатку без чину, у 1879-1881 навчальних роках —  у чині колезький асесор, у 1881-1883 навчальних роках —  у чині надвірний радник, у 1884-1889 навчальних роках —  у чині колезький радник, у 1889-1894 навчальних роках —  у чині статський радник (з вислугою з 15 листопада 1885 року).
Одночасно викладає предмет Математика у 1878-1881 навчальних роках у Київській жіночій гімназії та у 1881-1896 навчальних роках у Київському інституті шляхетних дівчат.
У 1894-1896 навчальних роках працює інспектором народних училищ Київської, Подільської та Волинської губерній.
У 1896-1908 навчальних роках — директор чоловічої гімназії та жіночої гімназії у місті Златополі, де 1 січня 1905 року отримує чин дійсний статський радник.

### Нагороди
- Орден Святого Станіслава 2 ступеня[2].
- Орден Святої Анни 2 ступеня (14 травня 1896)[2].
- Орден Святого Володимира 4 ступеня (1 січня 1901 року)[52].
- Медаль «В пам'ять царювання імператора Олександра III»[2].

## Сім'я
Дружина ? — католичка, з якою дітей не було.

## Зазначення
1. 1 2 3 4  Список лиц, служащих по ведомству Министерства народного образования на 1908 год. — СПб : Сенатская типография, 1908. — С. 1006.(рос. дореф.)
2. 1 2 3 4 5  Список лиц, служащих по ведомству Министерства народного образования на 1897 год. — СПб : типография Министерства внутренних дел, 1896. — С. 573.(рос. дореф.)
3. ↑  Адрес-Календарь. Общая Роспись начальствующих и прочих должностных лиц на 1860-61 год. Ч. 1 С. 418 [Архівовано 16 січня 2017 у Wayback Machine.](рос. дореф.)
4. ↑  Адрес-Календарь. Общая Роспись начальствующих и прочих должностных лиц в Российской Империи на 1876 год. Часть 1 и 2. Ч. 1 С.419 [Архівовано 2 квітня 2015 у Wayback Machine.](рос. дореф.)
5. ↑  Адрес-Календарь. Общая Роспись начальствующих и прочих должностных лиц в Российской Империи на 1877 год. Часть 1 и 2. Ч. 1 С. 422 [Архівовано 2 квітня 2015 у Wayback Machine.](рос. дореф.)
6. ↑  Адрес-Календарь. Общая Роспись начальствующих и прочих должностных лиц в Российской Империи на 1878 год. Часть 1 и 2. Ч. 1 С. 416 [Архівовано 2 квітня 2015 у Wayback Machine.](рос. дореф.)
7. ↑  Адрес-Календарь. Общая Роспись начальствующих и прочих должностных лиц в Российской Империи на 1879 год. Часть 1 и 2. Ч. 1 С. 433 [Архівовано 10 травня 2017 у Wayback Machine.](рос. дореф.)
8. ↑  Адрес-Календарь. Общая Роспись начальствующих и прочих должностных лиц в Российской Империи на 1880 год. Часть 1 и 2. Ч. 1 С. 437 [Архівовано 10 травня 2017 у Wayback Machine.](рос. дореф.)
9. ↑  Адрес-Календарь. Общая Роспись начальствующих и прочих должностных лиц в Российской Империи на 1881 год. Часть 1 и 2. Ч. 1 С. 433 [Архівовано 22 жовтня 2016 у Wayback Machine.](рос. дореф.)
10. ↑  Адрес-Календарь. Общая Роспись начальствующих и прочих должностных лиц в Российской Империи на 1882 год. Часть 1 и 2. Ч. 1 С. 426 [Архівовано 22 жовтня 2016 у Wayback Machine.](рос. дореф.)
11. ↑  Адрес-Календарь. Общая Роспись начальствующих и прочих должностных лиц в Российской Империи на 1883 год. Часть 1 и 2. Ч. 1 С. 427 [Архівовано 22 жовтня 2016 у Wayback Machine.](рос. дореф.)
12. ↑  Адрес-Календарь. Общая Роспись начальствующих и прочих должностных лиц в Российской Империи на 1885 год. Часть 1 и 2. Ч. 1 С. 415 [Архівовано 22 жовтня 2016 у Wayback Machine.](рос. дореф.)
13. ↑  Адрес-Календарь. Общая Роспись начальствующих и прочих должностных лиц в Российской Империи на 1886 год. Часть 1 и 2. Ч. 1 С. 412 [Архівовано 22 жовтня 2016 у Wayback Machine.](рос. дореф.)
14. ↑  Адрес-Календарь. Общая Роспись начальствующих и прочих должностных лиц в Российской Империи на 1887 год. Часть 1 и 2. Ч. 1 С. 408 [Архівовано 22 жовтня 2016 у Wayback Machine.](рос. дореф.)
15. ↑  1888. Адрес-Календарь. Общая роспись начальствующих и прочих должностных лиц по всем управлениям в Российской Империи, часть 1 и 2. Ч. 1 С. 407 [Архівовано 22 жовтня 2016 у Wayback Machine.](рос. дореф.)
16. ↑  1889. Адрес-календарь. Общая роспись начальствующих и прочих должностных лиц по всем управлениям в Российской Империи, часть 1 и 2. Ч. 1 С. 401 [Архівовано 22 жовтня 2016 у Wayback Machine.](рос. дореф.)
17. ↑  Адрес-календарь Российской Империи. (часть 1 и 2). Ч. 1 С. 400 [Архівовано 10 квітня 2011 у Wayback Machine.](рос. дореф.)
18. ↑  Адрес-календарь. Общая роспись начальствующих и прочих должностных лиц по всем управлениям в Российской Империи, часть 1 и 2. Ч. 1 С. 397 [Архівовано 22 жовтня 2016 у Wayback Machine.](рос. дореф.)
19. ↑  Адрес-календарь. Общая роспись начальствующих и прочих должностных лиц по всем управлениям в Российской Империи на 1892 год, часть 1 и 2. Ч. 1 С. 388 [Архівовано 22 жовтня 2016 у Wayback Machine.](рос. дореф.)
20. ↑  Адрес-календарь. Общая роспись начальствующих и прочих должностных лиц по всем управлениям в Российской Империи на 1893 год, часть 1 и 2. Ч. 1 С. 522 [Архівовано 22 жовтня 2016 у Wayback Machine.](рос. дореф.)
21. ↑  Адрес-Календарь. Общая Роспись начальствующих и прочих должностных лиц по всем управлениям в Российской Империи на 1894 год. Часть 1 и 2. Ч. 1 С. 526 [Архівовано 22 жовтня 2016 у Wayback Machine.](рос. дореф.)
22. ↑  Адрес-Календарь. Общая Роспись начальствующих и прочих должностных лиц в Российской Империи на 1879 год. Часть 1 и 2. Ч. 1 С. 430 [Архівовано 10 травня 2017 у Wayback Machine.](рос. дореф.)
23. ↑  Адрес-Календарь. Общая Роспись начальствующих и прочих должностных лиц в Российской Империи на 1880 год. Часть 1 и 2. Ч. 1 С. 433 [Архівовано 10 травня 2017 у Wayback Machine.](рос. дореф.)
24. ↑  Адрес-Календарь. Общая Роспись начальствующих и прочих должностных лиц в Российской Империи на 1881 год. Часть 1 и 2. Ч. 1 С. 428 [Архівовано 22 жовтня 2016 у Wayback Machine.](рос. дореф.)
25. ↑  Адрес-Календарь. Общая Роспись начальствующих и прочих должностных лиц в Российской Империи на 1882 год. Часть 1 и 2. Ч. 1 С. 675 [Архівовано 22 жовтня 2016 у Wayback Machine.](рос. дореф.)
26. ↑  Адрес-Календарь. Общая Роспись начальствующих и прочих должностных лиц в Российской Империи на 1883 год. Часть 1 и 2. Ч. 1 С. 675 [Архівовано 22 жовтня 2016 у Wayback Machine.](рос. дореф.)
27. ↑  Адрес-Календарь. Общая Роспись начальствующих и прочих должностных лиц в Российской Империи на 1885 год. Часть 1 и 2. Ч. 1 С. 673 [Архівовано 22 жовтня 2016 у Wayback Machine.](рос. дореф.)
28. ↑  Адрес-Календарь. Общая Роспись начальствующих и прочих должностных лиц в Российской Империи на 1886 год. Часть 1 и 2. Ч. 1 С. 673 [Архівовано 22 жовтня 2016 у Wayback Machine.](рос. дореф.)
29. ↑  Адрес-Календарь. Общая Роспись начальствующих и прочих должностных лиц в Российской Империи на 1887 год. Часть 1 и 2. Ч. 1 С. 675 [Архівовано 22 жовтня 2016 у Wayback Machine.](рос. дореф.)
30. ↑  1888. Адрес-Календарь. Общая роспись начальствующих и прочих должностных лиц по всем управлениям в Российской Империи, часть 1 и 2. Ч. 1 С. 679 [Архівовано 22 жовтня 2016 у Wayback Machine.](рос. дореф.)
31. ↑  1889. Адрес-календарь. Общая роспись начальствующих и прочих должностных лиц по всем управлениям в Российской Империи, часть 1 и 2. Ч. 1 С. 669 [Архівовано 22 жовтня 2016 у Wayback Machine.](рос. дореф.)
32. ↑  Адрес-календарь Российской Империи. (часть 1 и 2). Ч. 1 С. 671 [Архівовано 10 квітня 2011 у Wayback Machine.](рос. дореф.)
33. ↑  Адрес-календарь. Общая роспись начальствующих и прочих должностных лиц по всем управлениям в Российской Империи, часть 1 и 2. Ч. 1 С. 675 [Архівовано 22 жовтня 2016 у Wayback Machine.](рос. дореф.)
34. ↑  Адрес-календарь. Общая роспись начальствующих и прочих должностных лиц по всем управлениям в Российской Империи на 1892 год, часть 1 и 2. Ч. 1 С. 673 [Архівовано 22 жовтня 2016 у Wayback Machine.](рос. дореф.)
35. ↑  Адрес-календарь. Общая роспись начальствующих и прочих должностных лиц по всем управлениям в Российской Империи на 1893 год, часть 1 и 2. Ч. 1 С. 867 [Архівовано 22 жовтня 2016 у Wayback Machine.](рос. дореф.)
36. ↑  Адрес-Календарь. Общая Роспись начальствующих и прочих должностных лиц по всем управлениям в Российской Империи на 1894 год. Часть 1 и 2. Ч. 1 С. 879 [Архівовано 22 жовтня 2016 у Wayback Machine.](рос. дореф.)
37. ↑  Адрес-Календарь. Общая Роспись начальствующих и прочих должностных лиц по всем управлениям в Российской Империи на 1896 год. Часть 1 и 2. Ч. 1 С. 958 [Архівовано 20 грудня 2016 у Wayback Machine.](рос. дореф.)
38. ↑  Адрес-Календарь. Общая Роспись начальствующих и прочих должностных лиц по всем управлениям в Российской Империи на 1895 год. Часть 1 и 2. Ч. 1 С. 530 [Архівовано 2 лютого 2017 у Wayback Machine.](рос. дореф.)
39. ↑  Адрес-Календарь. Общая Роспись начальствующих и прочих должностных лиц по всем управлениям в Российской Империи на 1896 год. Часть 1 и 2. Ч. 1 С. 538 [Архівовано 20 грудня 2016 у Wayback Machine.](рос. дореф.)
40. ↑  Адрес-Календарь. Общая Роспись начальствующих и прочих должностных лиц по всем управлениям в Российской Империи на 1897 год. Часть 1 и 2. Ч. 1 С. 218 [Архівовано 20 грудня 2016 у Wayback Machine.](рос. дореф.)
41. ↑  Адрес-Календарь. Общая Роспись начальствующих и прочих должностных лиц по всем управлениям в Российской Империи на 1898 год. Часть 1 и 2. Ч. 1 С. 224 [Архівовано 26 лютого 2015 у Wayback Machine.](рос. дореф.)
42. ↑  Адрес-Календарь. Общая Роспись начальствующих и прочих должностных лиц во всем управлении Российской Империи. Часть 1 и 2. Ч. 1 С. 228 [Архівовано 7 травня 2017 у Wayback Machine.](рос. дореф.)
43. ↑  Адрес-Календарь. Общая роспись начальствующих и прочих должностных лиц по всем управлениям в Российской Империи на 1900 год, часть 1 и 2. Ч. 1 С. 234 [Архівовано 10 травня 2017 у Wayback Machine.](рос. дореф.)
44. ↑  Адрес-Календарь. Общая роспись начальствующих и прочих должностных лиц по всем управлениям в Российской Империи на 1901 год, часть 1 и 2. Ч. 1 С. 239 [Архівовано 10 квітня 2011 у Wayback Machine.](рос. дореф.)
45. ↑  Адрес-Календарь. Общая роспись начальствующих и прочих должностных лиц по всем управлениям в Российской Империи на 1902 год, часть 1 и 2. Ч. 1 С. 239 [Архівовано 10 травня 2017 у Wayback Machine.](рос. дореф.)
46. ↑  Адрес-Календарь. Общая роспись начальствующих и прочих должностных лиц по всем управлениям в Российской Империи на 1903 год. Часть 1. С. 237. [Архівовано 10 травня 2017 у Wayback Machine.](рос. дореф.)
47. ↑  Адрес-Календарь. Общая роспись начальствующих и прочих должностных лиц по всем управлениям в Российской Империи на 1904 год, часть 1. С. 243. [Архівовано 7 травня 2017 у Wayback Machine.](рос. дореф.)
48. ↑  Адрес-Календарь. Общая роспись начальствующих и прочих должностных лиц по всем управлениям в Российской Империи на 1905 год, часть 1 и 2. Ч. 1 С. 252 [Архівовано 7 травня 2017 у Wayback Machine.](рос. дореф.)
49. ↑  Памятная книжка Киевской губернии на 1906 год. С. 56. [Архівовано 3 листопада 2016 у Wayback Machine.](рос. дореф.)
50. ↑  Памятная книжка Киевской губернии на 1907 год. С. 173. [Архівовано 18 квітня 2017 у Wayback Machine.](рос. дореф.)
51. ↑  Памятная книжка Киевской губернии на 1908 год. С приложением Адрес-Календаря губернии. С. 209. [Архівовано 5 листопада 2016 у Wayback Machine.](рос. дореф.)
52. ↑  Список лиц, служащих по ведомству Министерства народного образования на 1902 год. — СПб : Сенатская типография, 1902. — С. 685.(рос. дореф.)